# Xilong
Xilong (kinesiska: 西龙镇, 西龙) är en köping i Kina. Den ligger i provinsen Sichuan, i den sydvästra delen av landet, omkring 94 kilometer söder om provinshuvudstaden Chengdu. Antalet invånare är 22 543. Befolkningen består av 11 109 kvinnor och 11 434 män. Barn under 15 år utgör 10,0 %, vuxna 15-64 år 74 %, och äldre över 65 år 15,0 %.
Genomsnittlig årsnederbörd är 1 512 millimeter. Den regnigaste månaden är juli, med i genomsnitt 367 mm nederbörd, och den torraste är januari, med 14 mm nederbörd.